# دیوید فری (بازیکن فوتبال)
دیوید فری (انگلیسی: Davide Ferri؛ زادهٔ ۱۹ سپتامبر ۲۰۰۲) بازیکن فوتبال اهل ایتالیا است.